# Jozef Mihalkovič
Jozef Mihalkovič (Nagykosztolány, 1935. január 30. –) szlovák költő és műfordító.

## Élete
1935. január 30-án született Nagykosztolányban. A tanulmányait Nagyszombaton a gimnáziumban kezdte. 1953 és 1959 között Pardubicében a Vegyi Technológiai Egyetemen tanult, ahol vegyészmérnöki diplomát szerzett. 1959 és 1964 között Stomfán a cementüzemben dolgozott technikusként. A helyi amatőr színházban játszott, és megismerkedett első feleségével, az általános iskola tanárával, Mariával. Két fiuk született, de a felesége meghalt. Egy szeretett nő halálára válaszul egy versgyűjteményt írt, amely egyfajta terápia volt erre a tragikus eseményre. Elhatározta, hogy műfordítással is foglalkozik. Annak érdekében, hogy teret nyerjen irodalmi ambícióinak megvalósításához, a kultúra területén kezdett dolgozni. 1964-ben Modorban a Ľudovít Štúr Múzeum igazgatója lett, egy évvel később pedig a pozsonyi Szlovák Írói Kiadó (Slovenský spisovateľ) szerkesztőjévé vált. 1968-tól 1973-ig  a Csehszlovák Rádió irodalmi szerkesztőségében dolgozott. 1973 és 1977 között a Revue svetovej literatúry, 1977 és 1978 között pedig a Romboid magazin szerkesztője volt. 1981-től 1991-ig ismét a Slovenský spisovateľ munkatársa. A 20. század 90-es éveiben a Nemzeti Irodalmi Központban dolgozott. Jelenleg Modorban él.

## Munkássága
Az első művei a Mladá tvorba és a Kultúrny život magazinokban jelentek meg. 1962-ben debütált az első verseskötetével, a Ľútosť című gyűjteménnyel. Munkáiban a dolgok objektivitására és az érzéki konkrétságra összpontosított, amelyek megteremtették az életérzetét, véleményét és tapasztalatait. Számos önéletrajzi elemet illesztett be a verseibe, szülővárosának, családjának, munkakörnyezetének leírásával foglalkozott. Elutasította az ideológiát és a sematizmust a költészetben. A saját alkotásai mellett francia, orosz és angol nyelvből fordított, elsősorban verseket.

## Művei

### Verseskötetek
- Ľútosť (1962) Kár
- Zimoviská (1965) Telelés
- Kam sa náhlite (1974) Hol kell sietni
- Približné položenie (1978) Hozzávetőleges hely
- Príležitostné básne (1988) Alkalmi versek
- 20 básní (2001) 20 vers
- Z nových básní (2006) Új versekből
- Listové tajomstvá (2009) A levél titkai

### Válogatás
- Albá (1972)

## Díjai, elismerései
- A kulturális miniszter jutalma (1996)
- A Szlovák Írók Szövetsége a 20 vers gyűjteményéért a költő-díjat ítélte (2001)
- A Szlovák Köztársaság Kulturális Fejlesztési Országos Tanácsának elnökétől kapott jutalmat (2009)
- Az Irodalmi Alap díja egy eredeti irodalmi műért: A levél titkai (2010)[1]

## Fordítás
- Ez a szócikk részben vagy egészben  a   Jozef Mihalkovič című szlovák Wikipédia-szócikk ezen változatának fordításán alapul.  Az eredeti cikk szerkesztőit annak laptörténete sorolja fel. Ez a jelzés csupán a megfogalmazás eredetét és a szerzői jogokat jelzi, nem szolgál a cikkben szereplő információk forrásmegjelöléseként.